# Egídio de Jesus

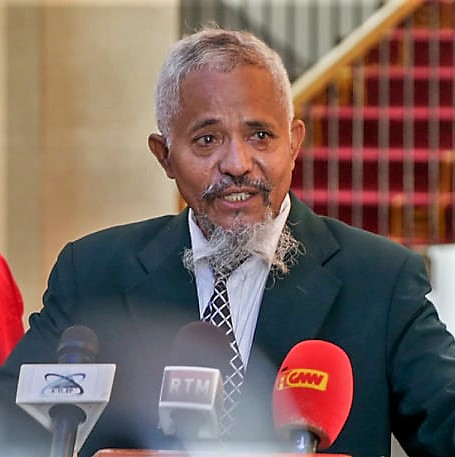
Egídio de Jesus (2022)

Egídio de Jesus ist ein osttimoresischer Politiker und Diplomat. Er ist Interims-Parteivorsitzender der Frenti-Mudança FM (Stand 2020).

## Werdegang
In der Übergangsregierung während der Verwaltung durch die Vereinten Nationen (UNTAET) war Jesus vom 30. September 2001 bis zum 19. Mai 2002 Staatssekretär für Natürliche Ressourcen und Mineralien. Am 4. Oktober 2001 wurde er als Nachfolger von Peter Galbraith neuer Direktor für die Timor Sea Joint Authority, in der Osttimor und Australien zusammen die Erdölsuche und -produktion in der Timorsee koordinierten. Mit Antritt der ersten verfassungsmäßigen Regierung am 20. Mai erhielt Jesus das Staatssekretariat für Elektrizität und Wasser. Am 26. Juli 2005 gab es eine Kabinettsumbildung und Jesus wurde Staatssekretär für die Region III (Dili, Aileu, Ermera). Am 8. Mai 2006 wurde im Rahmen der Unruhen in Osttimor das Büro von Jesus in Gleno von mehreren hundert Jugendlichen umringt. Es kam zu Auseinandersetzungen mit der Polizei, bei denen ein Polizist getötet und ein weiterer schwer verletzt wurde. Beim folgenden Parteitag der FRETILIN erregte Jesus das Missfallen der Parteiführung, als er sich klar für ihre Ablösung positionierte und sich der innerparteilichen Opposition FRETILIN Mudança unter José Luís Guterres anschloss. Mit Antritt der zweiten verfassungsmäßigen Regierung am 14. Juli 2006 schied Jesus aus der Regierung aus. 2011 trennte sich die Reformbewegung von der FRETILIN ab und gründete die FM. Jesus wurde stellvertretender Parteivorsitzender.
Am 10. Juli 2008 erhielt Jesus seine Akkreditierung als neuer Botschafter Osttimors in Kuba. Das Amt hatte er bis 2012 inne, als er von Olímpio Branco abgelöst wurde.
Bei den Parlamentswahlen in Osttimor 2017 kandidierte Jesus auf Platz 5 der FM-Liste, die Partei scheiterte allerdings an der Vier-Prozent-Hürde. Bei den vorgezogenen Neuwahlen 2018 hatte er Platz 14 der gemeinsamen Liste der Frenti Dezenvolvimentu Demokratiku (FDD) inne, zu der die FM gehörte. Die FDD konnte aber nur drei Parlamentssitze erringen.
2020 war Jesus Interimspräsident der FM, bevor im Mai 2022 ein Parteikongress der FM die Führung der Partei unter ihm für illegal und ohne Rechtsgrundlage erklärte. Jesus habe in seinem Haus einen Kongress abgehalten, obwohl er vom Kongress zuvor als Interimspräsident suspendiert gewesen sei. Bei dem neuen Kongress wurde Ricardo Cardoso Nheu zum Präsidenten der Partei gewählt.